# 軛灰蝶屬
軛灰蝶屬（學名：Euaspa）是線灰蝶亞科線灰蝶族裡的一個屬，物種分佈於古北界及東洋界。栓皮櫟是幼蟲的寄主植物。

## 物種
- 紫軛灰蝶 （Euaspa forsteri）
- Euaspa hishikawai
- Euaspa koizumii
- Euaspa mikamii
- 軛灰蝶 （Euaspa milionia）
- Euaspa minae
- Euaspa miyashitai
- Euaspa motokii
- Euaspa nishimurai
- Euaspa nosei
- 帕軛灰蝶 （Euaspa pavo）
- 塔軛灰蝶 （Euaspa tayal）